# Critério do Dauphiné de 2011
A 63ª edição do Critérium du Dauphiné disputou-se entre 5 e 12 de junho de 2011, com um percurso de 1 052,9  km distribuídos em sete etapas e um prólogo, com início em Saint-Jean-de-Maurienne e final em La Toussuire.
A carreira fez parte do UCI World Tour de 2011.
O ganhador final foi Bradley Wiggins. Acompanharam-lhe no pódio Cadel Evans e Alexandre Vinokourov, respectivamente.
Nas classificações secundárias impuseram-se Joaquim Rodríguez (pontos e montanha), Jérôme Coppel (jovens) e o Europcar (equipas).

## Equipas participantes
Tomaram parte na carreira 22 equipas: os 18 de categoria UCI Pro Team (ao ser obrigada sua participação); mais 4 franceses de categoria Profissional Continental mediante convite da organização (Cofidis, le Crédit en Ligne, FDJ, Saur-Sojasun e Team Europcar). Formando assim um pelotão de 175 ciclistas, com 8 corredores a cada equipa (excepto o HTC-Highroad que saiu com 7), dos que acabaram 119. As equipas participantes foram:
| Equipes ProTeam (18)- Ag2r La Mondiale - Astana - BMC Racing Team - Euskaltel-Euskadi - Garmin-Cervélo - HTC-Highroad - Katusha - Lampre-ISD - Leopard-Trek - Liquigas-Cannondale - Movistar Team - Omega Pharma-Lotto - Quick Step Cycling Team - Rabobank - Team RadioShack - Saxo Bank-Sungard - Sky ProCycling - Vacansoleil-DCM Equipes profissionais Continentais (4)- Cofidis, le Crédit en Ligne - Saur-Sojasun - Team Europcar - FDJ |
| |

## Etapas

### Prólogo.5 de junhode2011.Saint-Jean-de-Maurienne-Saint-Jean-de-Maurienne, 5,4km (CRI)
|   | Ciclista            | Equipa           | Tempo  |
| - | ------------------- | ---------------- | ------ |
| 1 | Lars Boom           | Rabobank         | 6' 18" |
| 2 | Aleksandr Vinokúrov | Astana           | + 3"   |
| 3 | Bradley Wiggins     | Sky              | + 6"   |
| 4 | John Degenkolb      | HTC-Highroad     | m.t.   |
| 5 | Blel Kadri          | AG2R La Mondiale | + 9"   |

|   | Ciclista            | Equipa           | Tempo  |
| - | ------------------- | ---------------- | ------ |
| 1 | Lars Boom           | Rabobank         | 6' 18" |
| 2 | Aleksandr Vinokúrov | Astana           | + 3"   |
| 3 | Bradley Wiggins     | Sky              | + 6"   |
| 4 | John Degenkolb      | HTC-Highroad     | m.t.   |
| 5 | Blel Kadri          | AG2R La Mondiale | + 9"   |

### Etapa 1.6 de junhode2011.Albertville-Saint-Pierre-de-Chartreuse, 144km
|   | Ciclista              | Equipa             | Tempo      |
| - | --------------------- | ------------------ | ---------- |
| 1 | Jurgen Van den Broeck | Omega Pharma-Lotto | 3h 36' 42" |
| 2 | Joaquim Rodríguez     | Katusha            | + 6"       |
| 3 | Cadel Evans           | BMC Racing         | + 7"       |
| 4 | Alexandre Vinokourov  | Astana             | m.t.       |
| 5 | Nicolas Roche         | AG2R La Mondiale   | m.t.       |

|   | Ciclista              | Equipa             | Tempo      |
| - | --------------------- | ------------------ | ---------- |
| 1 | Alexandre Vinokourov  | Astana             | 3h 43' 09" |
| 2 | Jurgen Van den Broeck | Omega Pharma-Lotto | + 5"       |
| 3 | Cadel Evans           | BMC Racing         | + 7"       |
| 4 | Bradley Wiggins       | Sky                | + 11"      |
| 5 | Edvald Boasson Hagen  | Sky                | + 13"      |

### Etapa 2.7 de junhode2011.Voiron-Lyon, 179km
|   | Ciclista          | Equipa                      | Tempo      |
| - | ----------------- | --------------------------- | ---------- |
| 1 | John Degenkolb    | HTC-Highroad                | 4h 02' 39" |
| 2 | Samuel Dumoulin   | Cofidis, le Crédit en Ligne | m.t.       |
| 3 | Sébastien Hinault | AG2R La Mondiale            | m.t.       |
| 4 | Paul Martens      | Rabobank                    | m.t.       |
| 5 | Joaquim Rodríguez | Katusha                     | m.t.       |

|   | Ciclista              | Equipa             | Tempo      |
| - | --------------------- | ------------------ | ---------- |
| 1 | Alexandre Vinokourov  | Astana             | 7h 45' 48" |
| 2 | Jurgen Van den Broeck | Omega Pharma-Lotto | + 11"      |
| 3 | Bradley Wiggins       | Sky                | m.t.       |
| 4 | Cadel Evans           | BMC Racing         | + 13"      |
| 5 | Nicolas Roche         | AG2R La Mondiale   | + 17"      |

### Etapa 3.8 de junhode2011.Grenoble-Grenoble, 42,5km (CRI)
|   | Ciclista             | Equipa         | Tempo    |
| - | -------------------- | -------------- | -------- |
| 1 | Tony Martin          | HTC-Highroad   | 55' 27"  |
| 2 | Bradley Wiggins      | Sky            | + 11"    |
| 3 | Edvald Boasson Hagen | Sky            | + 43"    |
| 4 | David Zabriskie      | Garmin-Cervélo | + 58"    |
| 5 | Janez Brajkovič      | RadioShack     | + 1' 17" |

|   | Ciclista             | Equipa     | Tempo      |
| - | -------------------- | ---------- | ---------- |
| 1 | Bradley Wiggins      | Sky        | 8h 41' 37" |
| 2 | Cadel Evans          | BMC Racing | + 1' 11"   |
| 3 | Janez Brajkovič      | RadioShack | + 1' 21"   |
| 4 | Alexandre Vinokourov | Astana     | + 1' 56"   |
| 5 | Rui Costa            | Movistar   | + 2' 12"   |

### Etapa 4.9 de junhode2011.La Motte-Servolex-Mâcon, 172km
|   | Ciclista             | Equipa            | Tempo      |
| - | -------------------- | ----------------- | ---------- |
| 1 | John Degenkolb       | HTC-Highroad      | 4h 15' 41" |
| 2 | Edvald Boasson Hagen | Sky               | m.t.       |
| 3 | Juan José Haedo      | Saxo Bank Sungard | m.t.       |
| 4 | Tomas Vaitkus        | Astana            | m.t.       |
| 5 | William Bonnet       | FDJ               | m.t.       |

|   | Ciclista             | Equipa     | Tempo       |
| - | -------------------- | ---------- | ----------- |
| 1 | Bradley Wiggins      | Sky        | 12h 57' 18" |
| 2 | Cadel Evans          | BMC Racing | + 1' 11"    |
| 3 | Janez Brajkovič      | RadioShack | + 1' 21"    |
| 4 | Alexandre Vinokourov | Astana     | + 1' 56"    |
| 5 | Rui Costa            | Movistar   | + 2' 12"    |

### Etapa 5.10 de junhode2011.Parc des Oiseaux-Villars-les-Dombes-Les Gets, 207,5km
|   | Ciclista             | Equipa            | Tempo      |
| - | -------------------- | ----------------- | ---------- |
| 1 | Christophe Kern      | Europcar          | 5h 05' 03" |
| 2 | Chris Anker Sorensen | Saxo Bank Sungard | + 7"       |
| 3 | Thomas Voeckler      | Europcar          | + 9"       |
| 4 | Joaquim Rodríguez    | Katusha           | m.t.       |
| 5 | Alexandre Vinokourov | Astana            | m.t.       |

|   | Ciclista             | Equipa     | Tempo       |
| - | -------------------- | ---------- | ----------- |
| 1 | Bradley Wiggins      | Sky        | 18h 02' 30" |
| 2 | Cadel Evans          | BMC Racing | + 1' 11"    |
| 3 | Janez Brajkovič      | RadioShack | + 1' 21"    |
| 4 | Alexandre Vinokourov | Astana     | + 1' 56"    |
| 5 | Rui Costa            | Movistar   | + 2' 22"    |

### Etapa 6.11 de junhode2011.Les Gets-Le Collet d’Allevard, 185km
|   | Ciclista              | Equipa             | Tempo      |
| - | --------------------- | ------------------ | ---------- |
| 1 | Joaquim Rodríguez     | Katusha            | 5h 12' 47" |
| 2 | Robert Gesink         | Rabobank           | + 31"      |
| 3 | Jurgen Van den Broeck | Omega Pharma-Lotto | + 39"      |
| 4 | Christophe Kern       | Europcar           | + 41"      |
| 5 | Alexandre Vinokourov  | Astana             | + 50"      |

|   | Ciclista              | Equipa             | Tempo       |
| - | --------------------- | ------------------ | ----------- |
| 1 | Bradley Wiggins       | Sky                | 23h 16' 11" |
| 2 | Cadel Evans           | BMC Racing         | + 1' 26"    |
| 3 | Alexandre Vinokourov  | Astana             | + 1' 52"    |
| 4 | Jurgen Van den Broeck | Omega Pharma-Lotto | + 2' 13"    |
| 5 | Christophe Kern       | Europcar           | + 2' 52"    |

### Etapa 7.12 de junhode2011.Pontcharra-La Toussuire, 117,5km
|   | Ciclista              | Equipa             | Tempo      |
| - | --------------------- | ------------------ | ---------- |
| 1 | Joaquim Rodríguez     | Katusha            | 3h 24' 30" |
| 2 | Thibaut Pinot         | FDJ                | + 7"       |
| 3 | Robert Gesink         | Rabobank           | m.t.       |
| 4 | Jurgen Van den Broeck | Omega Pharma-Lotto | m.t.       |
| 5 | Alexandre Vinokourov  | Astana             | m.t.       |

|   | Ciclista              | Equipa             | Tempo       |
| - | --------------------- | ------------------ | ----------- |
| 1 | Bradley Wiggins       | Sky                | 26h 40' 51" |
| 2 | Cadel Evans           | BMC Racing         | + 1' 26"    |
| 3 | Alexandre Vinokourov  | Astana             | + 1' 49"    |
| 4 | Jurgen Van den Broeck | Omega Pharma-Lotto | + 2' 10"    |
| 5 | Joaquim Rodríguez     | Katusha            | + 2' 51"    |

## Classificações

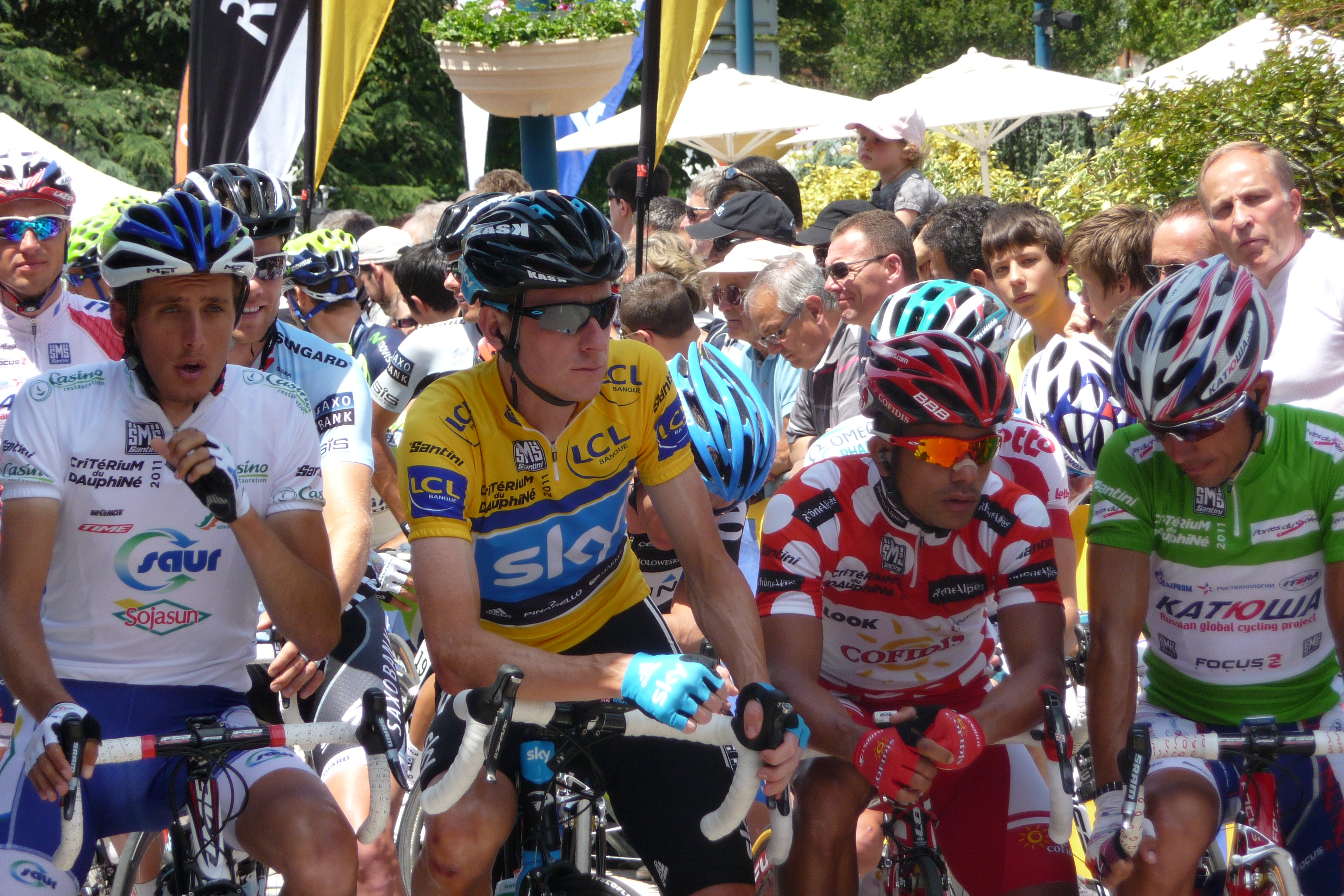
Maillots à saída de uma das etapas

### Classificação geral
| Posição | Ciclista               | Equipa             | Tempo       |
| ------- | ---------------------- | ------------------ | ----------- |
|         | Bradley Wiggins        | Sky                | 26h 40' 51" |
| 2       | Cadel Evans            | BMC Racing         | + 1' 26"    |
| 3       | Alexandre Vinokourov   | Astana             | + 1' 49"    |
| 4       | Jurgen Van den Broeck  | Omega Pharma-Lotto | + 2' 10"    |
| 5       | Joaquim Rodríguez      | Katusha            | + 2' 51"    |
| 6       | Christophe Kern        | Europcar           | + 3' 05"    |
| 7       | Jean-Christophe Péraud | AG2R La Mondiale   | + 3' 30"    |
| 8       | Kanstantsín Siutsou    | HTC-Highroad       | + 4' 14"    |
| 9       | Janez Brajkovič        | RadioShack         | + 4' 22"    |
| 10      | Thomas Voeckler        | Europcar           | + 4' 31"    |

### Classificação da montanha
| Posição | Ciclista              | Equipa                      | Pontos |
| ------- | --------------------- | --------------------------- | ------ |
|         | Joaquim Rodríguez     | Katusha                     | 63     |
| 2       | Robert Gesink         | Rabobank                    | 53     |
| 3       | Jurgen Van den Broeck | Omega Pharma-Lotto          | 49     |
| 4       | Leonardo Duque        | Cofidis, le Crédit en Ligne | 45     |
| 5       | Alexandre Vinokourov  | Astana                      | 43     |

### Classificação por pontos
| Posição | Ciclista              | Equipa             | Pontos |
| ------- | --------------------- | ------------------ | ------ |
|         | Joaquim Rodriguez     | Katusha            | 86     |
| 2       | Alexandre Vinokourov  | Astana             | 65     |
| 3       | Bradley Wiggins       | Sky                | 61     |
| 4       | Jurgen Van den Broeck | Omega Pharma-Lotto | 55     |
| 5       | Thomas Voeckler       | Europcar           | 48     |

### Classificação dos jovens
| Posição | Ciclista       | Equipa          | Tempo       |
| ------- | -------------- | --------------- | ----------- |
|         | Jérôme Coppel  | Saur-Sojasun    | 26h 48' 04" |
| 2       | Rob Ruijgh     | Vacansoleil-DCM | + 1' 49"    |
| 3       | Andrey Zeits   | Astana          | + 4' 29'    |
| 4       | Thibaut Pinot  | FDJ             | + 5' 41"    |
| 5       | Pierre Rolland | Europcar        | + 5' 55"    |

### Classificação por equipas
| Posição | Equipa           | Tempo       |
| ------- | ---------------- | ----------- |
|         | Europcar         | 80h 22' 25" |
| 2       | Astana           | + 10' 00"   |
| 3       | AG2R La Mondiale | + 10' 19"   |
| 4       | HTC-Highroad     | + 19' 38"   |
| 5       | RadioShack       | + 20' 16"   |

## Evolução das classificações
| Etapa (Vencedor)                | Classificação geral  | Classificação por pontos | Classificação da montanha | Classificação dos jovens | Classificação por equipas |
| ------------------------------- | -------------------- | ------------------------ | ------------------------- | ------------------------ | ------------------------- |
| Prologo (CRI) (Lars Boom)       | Lars Boom            | Lars Boom                | Sébastien Hinault         | John Degenkolb           | Rabobank                  |
| Etapa 1 (Jurgen Van den Broeck) | Alexandre Vinokourov | Alexandre Vinokourov     | Jurgen Van den Broeck     | Edvald Boasson Hagen     | Sky                       |
| Etapa 2 (John Degenkolb)        | Alexandre Vinokourov | Joaquim Rodríguez        | Jurgen Van den Broeck     | Rob Ruijgh               | Sky                       |
| Etapa 3 (CRI) (Tony Martin)     | Bradley Wiggins      | Bradley Wiggins          | Jurgen Van den Broeck     | Rui Costa                | Sky                       |
| Etapa 4 (John Degenkolb)        | Bradley Wiggins      | John Degenkolb           | Leonardo Duque            | Rui Costa                | Sky                       |
| Etapa 5 (Christophe Kern)       | Bradley Wiggins      | John Degenkolb           | Leonardo Duque            | Rui Costa                | AG2R La Mondiale          |
| Etapa 6 (Joaquim Rodríguez)     | Bradley Wiggins      | Joaquim Rodríguez        | Leonardo Duque            | Jérôme Coppel            | AG2R La Mondiale          |
| Etapa 7 (Joaquim Rodríguez)     | Bradley Wiggins      | Joaquim Rodríguez        | Joaquim Rodríguez         | Jérôme Coppel            | Europcar                  |
| Final                           | Bradley Wiggins      | Joaquim Rodríguez        | Joaquim Rodríguez         | Jérôme Coppel            | Europcar                  |